# هندریکوس ووگلز
هندریکوس ووگلز (هلندی: Hendrikus Vogels؛ زادهٔ ۱ نوامبر ۱۹۴۲) دوچرخه‌سوار اهل استرالیا است. وی در بازی‌های المپیک تابستانی ۱۹۶۴ شرکت کرده است.